# Günther Messner
Günther Messner (Brixen, 18 mei 1946 – Nanga Parbat, 29 juni 1970) was een Italiaans bergbeklimmer en de twee jaar jongere broer van Reinhold Messner. Hij beklom in 1970 samen met Reinhold de 8125 meter hoge Nanga Parbat, waarna hij tijdens de afdaling om het leven kwam.
Günther Messner behoorde, zoals zijn broer, tot de vooraanstaande klimmers in Zuid-Tirol. Hij beklom enkele van de moeilijkste bergen in de Alpen. Aanvankelijk was hij niet geselecteerd voor de Nanga Parbat-expeditie, maar door het wegvallen van een paar geselecteerde leden van de groep, werd hij uiteindelijk toch opgeroepen.

## Veelbesproken dood
In mei 1970 namen Günther en Reinhold deel aan de Nanga Parbat-expeditie onder leiding van Karl Herrligkoffer, waarvan het doel was om de hoogste rotswand ter wereld, de Rupalwand, te beklimmen. Op de ochtend van 27 juni vertrok Reinhold zeer vroeg omdat hij van mening was dat het weer snel zou verslechteren. Günther vertrok twee uur na hem naar de top. Verrassend haalde hij zijn broer nog voor de top in. In de late namiddag bereikten beiden de top van de berg, maar het zou niet meer lang duren voor het donker werd. De gebeurtenissen die volgden zijn het onderwerp geweest van jarenlange geschillen tussen de voormalige expeditieleden en zijn nog steeds niet definitief opgelost. Wat nu bekend is, is dat Reinhold en Günther Messner de Diamirflank afdaalden, omdat ze de berg volledig wilden overschrijden. Zo zouden ze de tweede worden die een achtduizender volledig zouden overschrijden. Dit werd eerder al eens in 1963 bij de Mount Everest gedaan. Reinhold kwam zes dagen later met ernstige bevriezingsverschijnselen in de vallei aan. Hij vertelde dat hij tijdens de afdaling van de Diamirflank van zijn broer werd gescheiden en deze waarschijnlijk gestorven was. Hierdoor is de tijd, plaats en precieze doodsoorzaak van Günther onbekend.

## Blijvende geschillen
In de vroege jaren onmiddellijk na de expeditie, waren er geschillen en rechtszaken tussen Reinhold Messner en de expeditieleider, Karl-Maria Herrligkoffer. Na een kwart eeuw van vrede, laaide het geschil weer op in oktober 2001. Toen maakte Reinhold verrassende beschuldigingen tegen de andere leden van het team. Zij zouden hen onvoldoende hulp geboden hebben. De rest van het team bleef consequent volhouden dat Reinhold Messner te veel risico had genomen met het slechte weer in het vooruitzicht. Een aantal nieuwe boeken (Max von Kienlin, Hans Saler, Ralf-Peter Martin) verergerden het geschil nog en leidden tot gerechtelijke procedures. 
In juni 2005, na een ongewone hittegolf op de Nanga Parbat, werd het lichaam van Günther Messner teruggevonden op de Diamirflank. Uit de ligging van het lichaam kon men afleiden dat hij was meegesleurd door een lawine.
In 2008/2009 werd het drama verteld in de film 'Nanga Parbat' door Joseph Vilsmaier, gebaseerd op de herinneringen van Reinhold Messner en zonder deelname van de andere voormalige leden van de expeditie. De film kan dus niet worden beschouwd als een volledig verslag van de gebeurtenissen.